# История почты и почтовых марок Кастелоризона
История почты и почтовых марок Кастелоризона подразделяется на периоды, соответствующие почтовым системам государств, в составе которых находился Кастелоризон, самый восточный греческий остров, расположенный в Восточном Средиземноморье, примерно в 3 км от побережья Анатолии (Ликии), на полпути между городами Родосом и Антальей, (Османская империя (до 1915), Италия (1921—1943) Греция (с 1947)), включая периоды французской оккупации (1915—1921) и оккупации союзными державами (1943—1947).

## Развитие почты
Остров был колонизирован дорийскими греками, в эллинистический период остров находился под властью Родоса и являлся частью Переи. В Византийской империи он входил в состав провинции Островов, столицей которой был Родос. В 1306 году остров захватили рыцари ордена госпитальеров во главе с Фульком де Вилларе. В 1512 году остров завоевал османский султан Сулейман I. В этот период на острове функционировала османская почта.
14 марта 1913 года местное население арестовало турецкого губернатора и османский гарнизон и провозгласило временное правительство. В августе 1913 года греческое правительство направило из Самоса временного губернатора при поддержке жандармов. 28 декабря 1915 года остров оккупировал французский флот.
По Севрскому мирному договору остров был передан Италии, и итальянский флот принял его у Франции 1 марта 1921 года. Лозаннский мирный договор подтвердил итальянские притязания на Кастелоризон, и остров — под итальянским названием «Кастельроссо» — был затем включён в состав Итальянских островов Эгейского моря (Isole Italiane dell’Egeo).
Когда Италия капитулировала перед союзными державами (8 сентября 1943 года), остров был оккупирован войсками союзных держав.
Кастелоризон был передан Греции в соответствии с Парижскими мирными договорами 1947 года. Остров был официально присоединён к греческому государству 7 марта 1948 года вместе с другими Додеканесскими (Эгейскими) островами.

## Выпуски почтовых марок

### Французская оккупация
До мая 1920 года на острове в обращении находились марки французской почты в Османской империи, которые гасились служебными печатями.
В июне 1921 года французские оккупационные войска выпустили почтовые марки французской почты в Османской империи с ориентированной вертикально надпечаткой «BNF / CASTELLORIZO» ((«Французская морская база / Кастелоризон»)), позднее — фр. «ONF / Castellorizo» («Оккупация французского флота / Кастелоризон») и затем «OF / CASTELLORISO» («Французская оккупация»). Все эти надпечатки встречаются нечасто, цены на некоторые виды почтовых марок варьируются от 10 до 500 долларов США.

### В составе Италии
До эмиссии собственных марок на Кастелоризоне в обращении были почтовые марки Эгейских островов.
В 1922 году итальянские власти сделали горизонтальную надпечатку на итальянских почтовых марках с надпечаткой итальянского названия острова: итал. «CASTELROSSO» («Кастельроссо»).
В 1923 году выпущена серия из пяти почтовых марок с изображением карты острова и итальянского флага.
Затем итальянские власти снова вернулись к ещё большему количеству надпечаток на итальянских почтовых марках, выпустив в 1924 году стандартный выпуск, на котором надпечатка была выполнена по диагонали, выпуск Ферруччи в 1930 году и выпуск Гарибальди в 1932 году. Некоторые виды этих марок легко доступны в негашеном состоянии и стоят менее 1 доллара США, но цена других, а также всех прошедших почту экземпляров составляет от 10 до 60 долларов США.
С 1930-х годов на Кастелоризоне в обращении были почтовые марки Эгейских островов, в том числе с надпечаткой названия острова на итальянском языке.

### В составе Греции
В 1947 году на островах Южные Спорады (Додеканесы) в обращении были почтовые марки Греции с надпечаткой греч. Σ.Δ.Δ. («Военная администрация Додеканеса»).
С 1947 года на Кастелоризоне используются почтовые марки Греции.